# Medusa (альбом Trapeze)
Medusa — второй студийный альбом британской хард-рок-группы Trapeze, вышедший 13 октября 1970 года музыкальным лейблом Threshold Records.

## Об альбоме
После выпуска одноимённого дебютного альбома Trapeze в середине 1970 года группу покинули вокалист Джон Джонс и клавишник Терри Роули, оставив гитариста Мела Гэлли, басиста Гленна Хьюза и барабанщика Дейва Холланда в формате трио.
Четыре из семи песен Medusa были написаны Гэлли и его братом Томом, две были — Хьюзом, ещё одна была создана всей группой.
Записанный в августе 1970 года в студии Morgan Studios, он был спродюсирован басистом The Moody Blues Джоном Лоджем и выпущен на лейбле Threshold Records. Альбому предшествовал выпуск сингла «Black Cloud» в 1970 году.

## Наследие
Заглавный трек альбома был перезаписан Гленном Хьюзом в 2010 году вместе с Black Country Communion на их одноимённой дебютной работе.

## Восприятие
Критики восприняли Medusa в целом положительно. Обзор, опубликованный на AllMusic, присудил диску четыре с половиной звезды из пяти, причем обозреватель Джейсон Андерсон описал запись как «лучшее от Trapeze 70-х» и «одну из самых недооценённых хард-роковых записей десятилетия». Критик похвалил «проникновенный вокал» Хьюза и «броское и эмоциональное» гитарное исполнение Гэлли, заключив, что «удивительно, что пластинка больше не упоминается при обсуждении влиятельных альбомов той эпохи».

## Список композиций
| №  | Название               | Автор(ы)                            | Длительность |
| -- | ---------------------- | ----------------------------------- | ------------ |
| 1. | «Black Cloud»          | Мел Гэлли, Том Гэлли                | 6:13         |
| 2. | «Jury»                 | Мел Гэлли, Том Гэлли                | 8:10         |
| 3. | «Your Love Is Alright» | Мел Гэлли, Гленн Хьюз, Дейв Холланд | 4:54         |

| №                   | Название              | Автор(ы)             | Длительность |
| ------------------- | --------------------- | -------------------- | ------------ |
| 1.                  | «Touch My Life»       | Мел Гэлли, Том Гэлли | 4:06         |
| 2.                  | «Seafull»             | Гленн Хьюз           | 6:34         |
| 3.                  | «Makes You Wanna Cry» | Мел Гэлли, Том Гэлли | 4:41         |
| 4.                  | «Medusa»              | Гленн Хьюз           | 5:40         |
| Общая длительность: | Общая длительность:   | Общая длительность:  | 40:18        |

## Участники записи
Список составлен в соответствии с информацией базы данных Discogs

| Trapeze: - Гленн Хьюз — бас-гитара, вокал - Мел Гэлли — гитара, бэк-вокал - Дейв Холланд — ударные | Технический персонал: - Джон Лодж — музыкальный продюсер - Роджер Квестед — звукоинженер - Фил Трэверс — художник - Дэвид Рол — фотограф |